# Тива (селище залізничної станції)
Тива (рос. Тыва) — залізнична станція в Ленському районі Архангельської області Російської Федерації.
Населення становить 74 особи. Входить до складу муніципального утворення Урдомське поселення.

## Історія
Від 2004 року входить до складу муніципального утворення Урдомське поселення.

## Населення
| 2002 | 2010 | 2012 |
| ---- | ---- | ---- |
| 11   | ↘7   | ↗74  |